# Sh2-221
Sh2-221 è un resto di supernova visibile nella costellazione dell'Auriga.
Si individua a circa un grado in direzione ovest rispetto a Capella, la sesta stella più luminosa della volta celeste ad occhio nudo; si presenta di aspetto molto sfilacciato e debole, non individuabile otticamente se non con l'ausilio di appositi filtri, come per le foto a lunga posa. La declinazione della nube è moderatamente settentrionale, pertanto può essere osservata con facilità soprattutto dalle regioni dell'emisfero boreale, dove si presenta circumpolare fino alle latitudini temperate medie; dall'emisfero australe la visibilità risulta molto penalizzata.
La distanza della struttura è stata determinata solo nel 2007, tramite uno studio sull'idrogeno atomico neutro, ed è stata quantificata in circa 800 parsec (2600 anni luce), ma con un errore di misurazione di circa 400 parsec. Inizialmente fu catalogata come una regione H II, mentre negli anni settanta ne fu riconosciuta la sua vera natura; all'oggetto vennero così assegnate le sigle HB9 e SNR 160.9+2.6.